# اسکووشا (نبراسکا)
اسکووشا(به انگلیسی: Scotia) شهری در ایالت نبراسکا کشور ایالات متحده آمریکا است که جمعیت آن در سرشماری سال ۲۰۱۰ میلادی، ۳۱۸ نفر بوده‌است.